# راندولف بيركنز
راندولف بيركنز (بالإنجليزية: Randolph Perkins)‏ هو محامي وسياسي أمريكي، ولد في 30 نوفمبر 1871 في الولايات المتحدة، وتوفي في 25 مايو 1936 في واشنطن العاصمة في الولايات المتحدة بسبب اعتلال الكلية. حزبياً، نشط في الحزب الجمهوري. وقد انتخب عضو جمعية نيوجيرسي العامة وانتخب عضو مجلس النواب الأمريكي.